# Couvent des Barnabites de Mont-de-Marsan
Pour les articles homonymes, voir Couvent des Barnabites.
Le couvent des Barnabites est un ancien établissement religieux catholique situé à Mont-de-Marsan. Il n'en reste aucun vestige de nos jours.

## Présentation
Le couvent des Barnabites se situait à l'emplacement de l'actuel hôtel de ville de Mont-de-Marsan, sur la place du Général-Leclerc. Il comportait un collège,  unique établissement d'enseignement secondaire de la ville jusqu'à l'ouverture du lycée Victor Duruy en 1866, et une chapelle.

### Historique
L'existence d'un premier collège, situé près de la maison commune de Mont-de-Marsan, est attestée en 1618. Les cours y sont assurés par un professeur rémunéré par la ville. En 1655, la municipalité, en quête d'un nouvel enseignant, passe un contrat avec un prêtre, mais l'accord est rompu dans le courant de l'année.
Les édiles montois se tournent alors vers l'ordre des Barnabites, congrégation qui s'est donnée pour mission l'instruction des garçons. Fondée à Milan en 1530, elle gagne le Béarn en 1608 et les Landes en 1639, où elle établit un premier collège à Dax. La municipalité de Mont-de-Marsan signe avec l'ordre un accord le 20 septembre 1656 dans lequel elle s'engage à mettre à disposition des frères des locaux meublés et à les rémunérer en contrepartie de leur mission d'éducation.
Pour se mettre en conformité avec cet accord, la municipalité fait l'acquisition le 26 avril 1657 auprès de Charles de Junca, seigneur de Cachen, de trois maisons où elle installe les frères qu'elle subventionne à hauteur de 2400 livres par an pour qu'ils assurent l'enseignement académique et religieux de la jeunesse montoise, « de la cinquième à la philosophie ».
Avec la Révolution française, la chapelle du couvent est désacralisée. Les bâtiments conventuels accueillent le 5 octobre 1790 la première séance du Conseil général des Landes et les bureaux du district de Mont-de-Marsan. Bien qu'ayant accepté de prêter serment sur la constitution civile du clergé, les Barnabites sont chassés du couvent en 1792, entraînant la fermeture du collège, qui ne rouvre qu'en 1804 et figure sur le cadastre napoléonien de 1811.
La chapelle, dotée d'une scène et de tribunes, devient à partir de 1803 une salle de spectacle. Elle sert momentanément d'église paroissiale, après l'effondrement d'une partie de l'église de la Madeleine en 1821 jusqu'à sa réouverture au culte en 1829.
En 1853, à la faveur de la loi Falloux, le collège devient établissement d'enseignement secondaire d'État, le seul du département. En 1866, l'ouverture du lycée Victor Duruy sonne la fin de l'établissement des Barnabites. L'ensemble des bâtiments conventuels, y compris la chapelle, sont démolis en 1869 pour permettre l'aménagement de l'actuelle place du Général Leclerc et la construction des bâtiments qui la bordent (le bureau de poste (1891), l'actuel hôtel de ville (1897-1901), etc.).